# Conches-sur-Gondoire
Conches-sur-Gondoire (franskt uttal: [kɔ̃ːʃ syʁ ɡɔ̃dwaːʁ]
 ( lyssna)) är en kommun i departementet Seine-et-Marne i regionen Île-de-France i norra Frankrike. Kommunen ligger i kantonen Lagny-sur-Marne som tillhör arrondissementet Torcy. År 2022 hade Conches-sur-Gondoire 1 751 invånare.

## Befolkningsutveckling
| Befolkningsutvecklingen i Conches-sur-Gondoire 1968–2021 | Befolkningsutvecklingen i Conches-sur-Gondoire 1968–2021 | Befolkningsutvecklingen i Conches-sur-Gondoire 1968–2021 | Befolkningsutvecklingen i Conches-sur-Gondoire 1968–2021 | Befolkningsutvecklingen i Conches-sur-Gondoire 1968–2021 |
| -------------------------------------------------------- | -------------------------------------------------------- | -------------------------------------------------------- | -------------------------------------------------------- | -------------------------------------------------------- |
|                                                          |                                                          |                                                          |                                                          |                                                          |
| År                                                       |                                                          |                                                          | Folkmängd                                                |                                                          |
| 1968                                                     | 1968                                                     |                                                          | 471                                                      |                                                          |
| 1975                                                     | 1975                                                     |                                                          | 1 234                                                    |                                                          |
| 1982                                                     | 1982                                                     |                                                          | 1 750                                                    |                                                          |
| 1990                                                     | 1990                                                     |                                                          | 1 790                                                    |                                                          |
| 1999                                                     | 1999                                                     |                                                          | 1 716                                                    |                                                          |
| 2007                                                     | 2007                                                     |                                                          | 1 722                                                    |                                                          |
| 2015                                                     | 2015                                                     |                                                          | 1 727                                                    |                                                          |
| 2021                                                     | 2021                                                     |                                                          | 1 742                                                    |                                                          |